# ATP Challenger Mantua
Der ATP Challenger Mantua (offiziell: Mantua Challenger) war ein Tennisturnier, das zwischen 2001 und 2007 in Mantua, Italien, stattfand. Es gehörte zur ATP Challenger Tour und wurde im Freien auf Sand gespielt. Giorgio Galimberti ist mit zwei Titeln im Doppel und einem im Einzel der Rekordsieger des Turniers.

## Liste der Sieger

### Einzel
| Jahr | Sieger               | Finalgegner           | Ergebnis        |
| ---- | -------------------- | --------------------- | --------------- |
| 2007 | Alessio di Mauro (2) | Thierry Ascione       | 7:5, 7:66       |
| 2006 | Cristian Villagrán   | Giorgio Galimberti    | 6:2, 5:7, 6:4   |
| 2005 | Giorgio Galimberti   | Francesco Aldi        | 6:3, 6:3        |
| 2004 | Alessio di Mauro (1) | Tomas Tenconi         | 7:64, 6:2       |
| 2003 | Vincenzo Santopadre  | Stefano Galvani       | 6:3, 6:4        |
| 2002 | Mariano Puerta       | Potito Starace        | 6:3, 1:0 aufgg. |
| 2001 | Diego Hipperdinger   | Jean-Baptiste Perlant | 4:6, 6:4, 6:3   |

### Doppel
| Jahr | Sieger                                   | Finalgegner                              | Ergebnis         |
| ---- | ---------------------------------------- | ---------------------------------------- | ---------------- |
| 2007 | Andrei Golubew Francesco Piccari         | Leonardo Azzaro Marco Crugnola           | 6:3, 6:2         |
| 2006 | Pablo Andújar Marcel Granollers          | Alessandro Motti Daniel Muñoz de la Nava | 6:3, 5:7, [10:7] |
| 2005 | Flavio Cipolla Alessandro Motti          | Salvador Navarro Óscar Serrano Gámez     | 5:7, 6:3, 6:3    |
| 2004 | Daniele Bracciali Giorgio Galimberti (2) | Flavio Cipolla Alessandro Motti          | 6:0, 6:4         |
| 2003 | Enzo Artoni Martín Vassallo Argüello     | Elia Grossi Stefano Tarallo              | 6:2, 6:3         |
| 2002 | Massimo Bertolini Giorgio Galimberti (1) | José Arnedo Joseph Sirianni              | 5:7, 6:2, 7:67   |
| 2001 | Stefano Galvani Salvador Navarro         | Alessandro Guevara Rodrigo Ribeiro       | 7:66, 7:64       |